# Музей мистецтва Джордана Шніцера
Музей мистецтв Джордана Шнітцера (Jordan Schnitzer Museum of Art, JSMA) - художній музей, розташований в університетському містечку Університету Орегону в Юджині в Орегоні. Первинну будівлю спроектував Елліс Ф. Лоуренс, як частину свого "головного університетського чотирикутника", що зараз відомий як Меморіальний чотирикутник.
Музей мистецтв Університету Орегону відкрився для громадськості у 1933 році з колекцією східного мистецтва Мюррея Ворнера у понад 3700 витворів мистецтва, що були подаровані університету Гертрудою Бас Ворнер.
Музей мистецтв Джордана Шнітцера приймає виставки та розміщує колекції історичного та сучасного мистецтва. Постійні галереї музею представлені з фондів китайського, японського, корейського та американського мистецтва.  
Спеціальні виставкові галереї демонструють художні твори постійних колекцій музею й зовнішніх колекцій світових культур минулого та сьогодення.
Значне розширення музею відбулося з 2002 по 2005 роки за рахунок пожертв на розширення головним чином від Джордана Шніцера, ім'я якого було надано музею.

## Написи

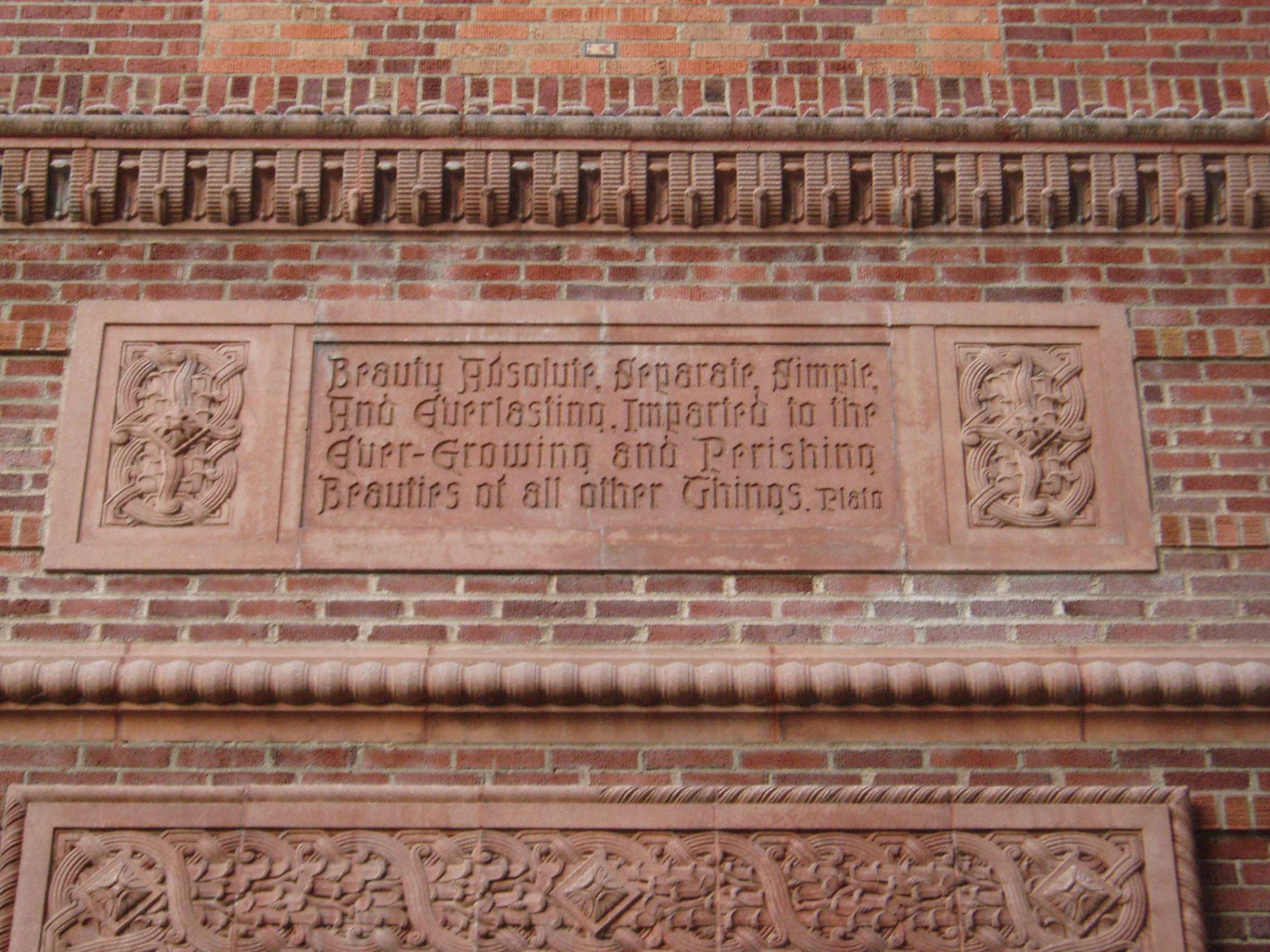
Деталь проходу Платона, виписана на західному фасаді

На будівлі містяться три видатні цитати на головному й західному фасадах. Над дверима є цитата з книги Приповістей Соломонових, біля південного кінця фасаду є цитата Платона, а на північному кінці - цитата з Лао-цзи. 
Крім того, наріжний камінь містить уривок з книги Псалмів. 

## Колекції музею

### Колеція китайського мистецтва

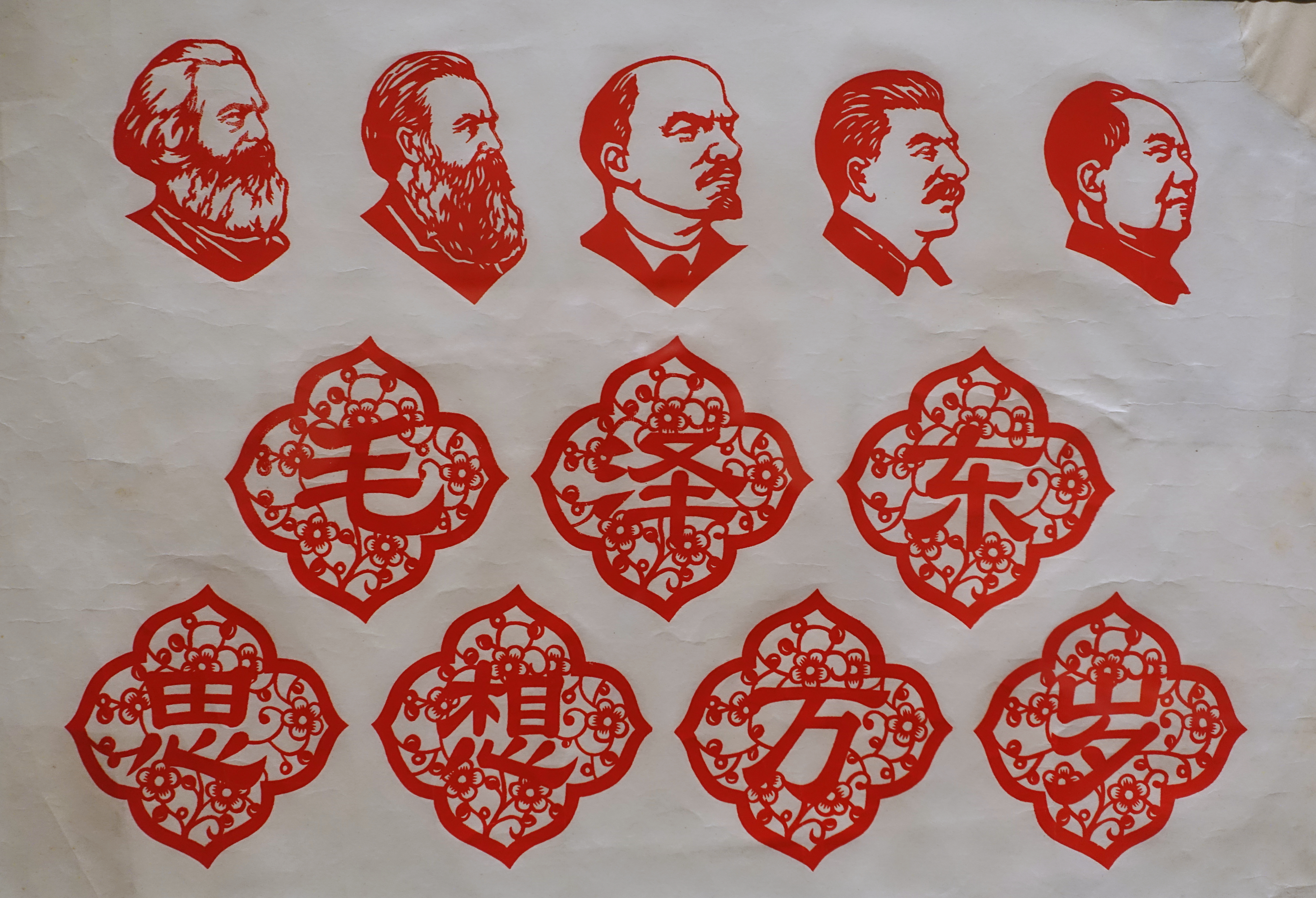
Хай живе Мао Цзедун! - пропаганда КНР - Мао Цзедун у ряді Маркса, Енгельса, Леніна й Сталіна - літографія

Галерея китайського мистецтва Бетті та Джона Соренга містить одну з найбільш вражаючих колекцій китайського текстилю, гарні екземпляри традиційного китайського живопису, скульптури, меблів, артефактів з кераміки, нефриту, скла, лаку, заліза, та зростаючу колекції сучасного китайського мистецтва; з відкриттям музею у 1933 основу колекції склали предмети пишного імперського двору династії Цін (1644-1911); містить сучасну інтерпретацію традиційної китайської стіни скарбів, що містить дорогоцінні декоративні предмети, що охоплюють понад шістсот років; представлені приклади з розкішної колекції музею одягу та аксесуарів імператорського двору, у 2,7 метри висотою рідкісна нефритова пагода, буддійські скульптури, картини та керамічна яскрава черепиця з Забороненого міста;

### Колекція європейського мистецтва
Галерея європейського мистецтва Джона та Етел МакКіннон містить зростаючу колекцію європейських картин та гравюр з колекції Роя та Жанни Невілл, як наприклад: «Остання аудиторія Габсбургів» (1918) Артура фон Ферраріса (угорець, 1856–1936) та Танцюристи балету (1912) Макса Пещтайна (німець, 1881–1955); колекція декоративного мистецтва зі срібла та заліза, подаровану Марго Грант Волш чиказького, мексиканського, європейського та світового походження.

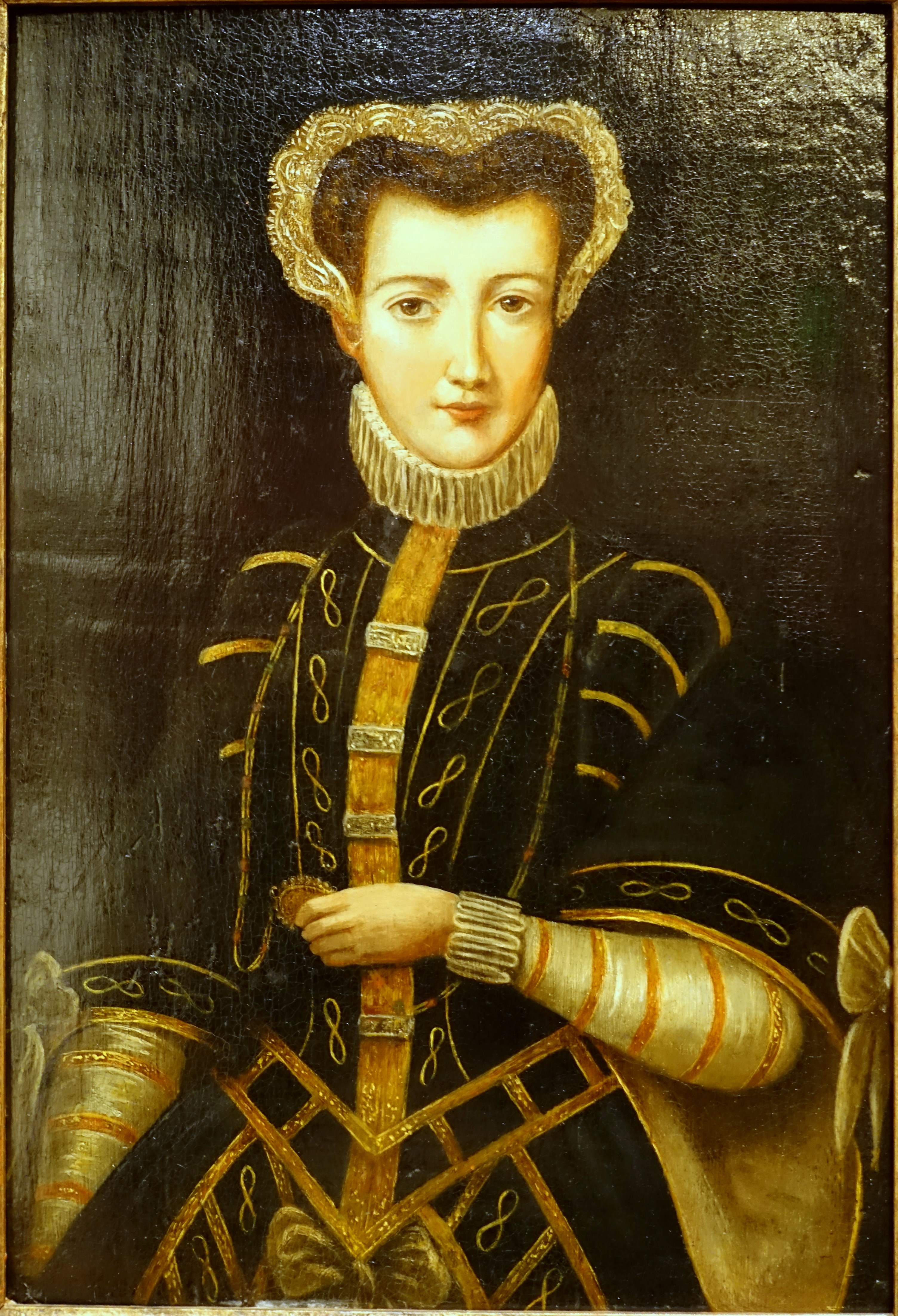
Англійська королева Маргарет французька - майстерні Корнеїла де - 1580
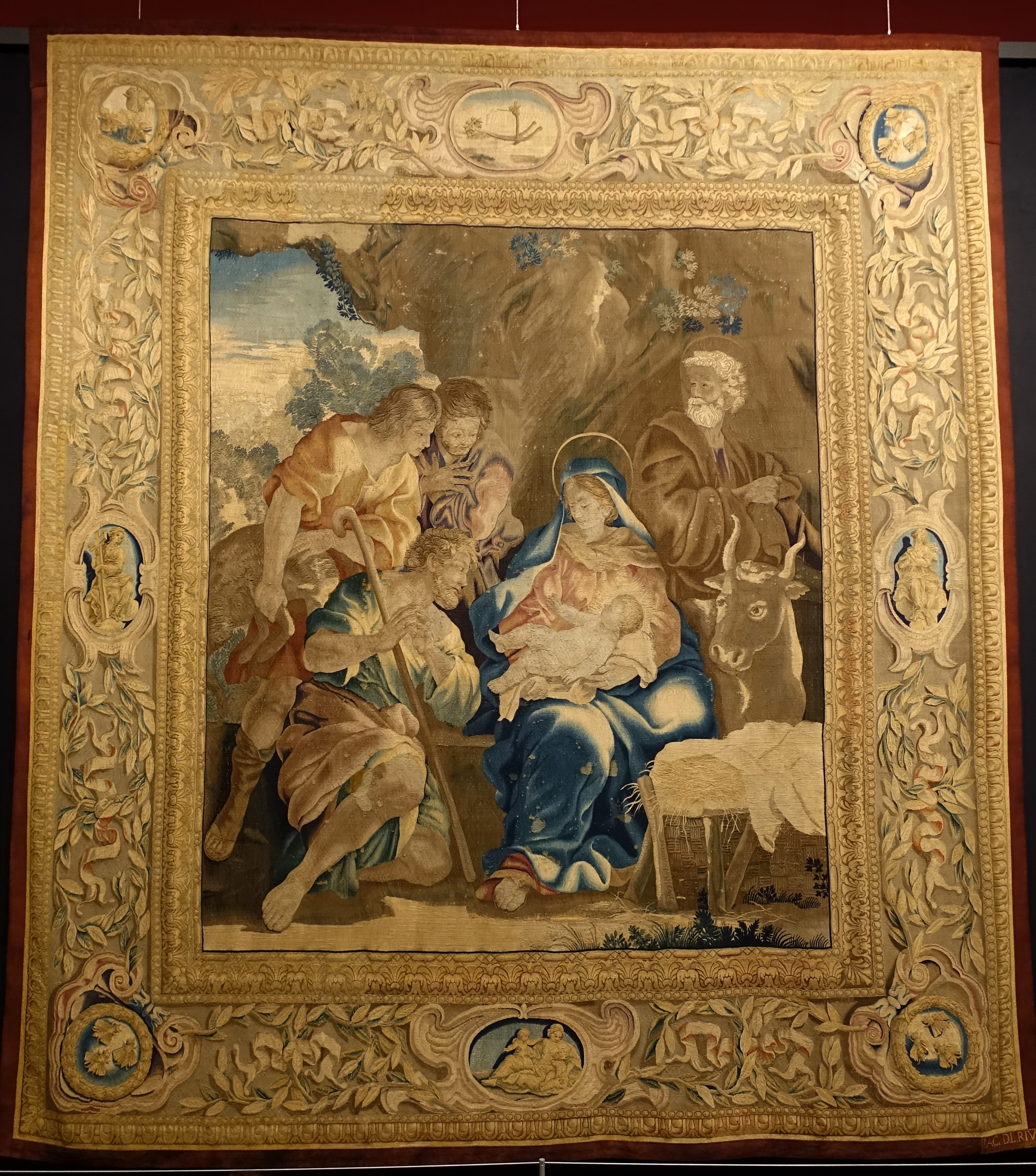
Різдво Христове з серії "Життя Христа" - гобелени Барберіні - Рим - 1644-1656 роки
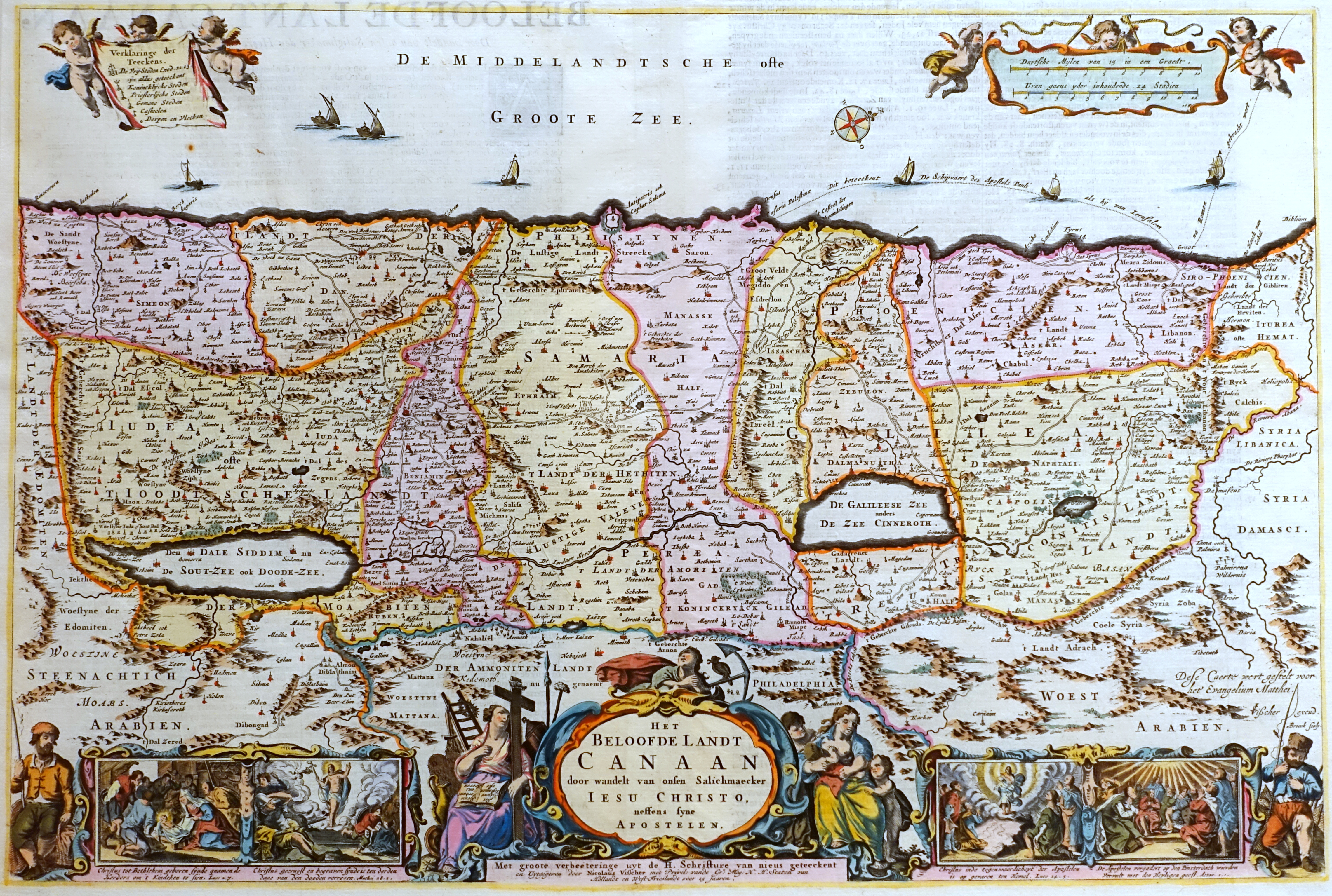
Обіцяна земля Ханаана (Het beloofde Landt Canaan...) - Ніколас Вішчер - Амстердам - 1682 - гравюра

### Колекція японського мистецтва
Галереї японського мистецтва Фей Бойєр Пребла й Вірджинії Кук Мюрфі містить велику й різноманітну колекцію з понад 3 тисяч предметів Едо-періоду (1615-1868) ukiyo-e, модерністського й сучасного японського мистецтва; містить японські відбитки, традиційний живопис на екранах, свитках й у альбомах, буддистські скульптури, кераміка, лаковані вироби, вироби з заліза, текстиль, зброя, ляльки та інше.

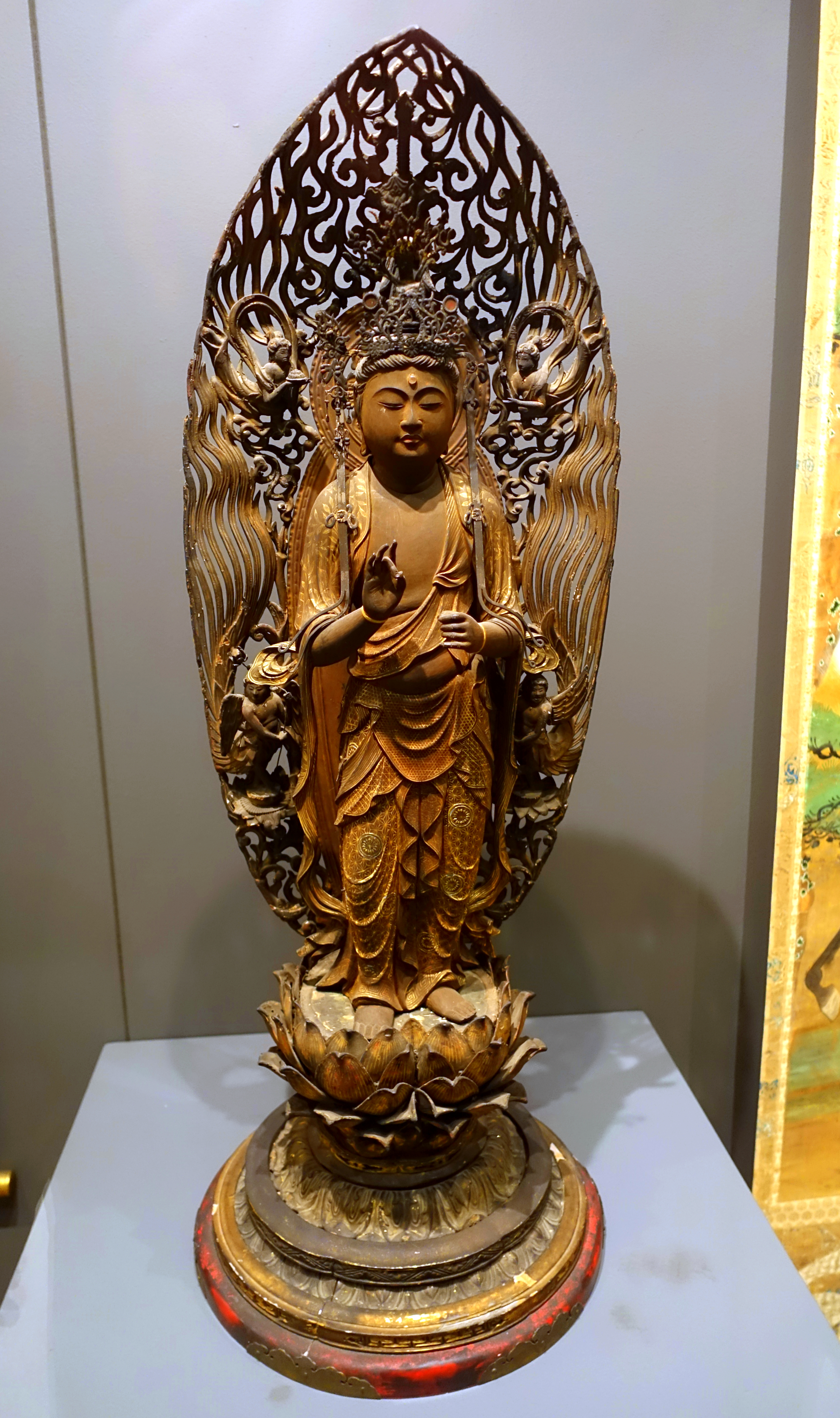
Стояча Аря-Авалокітесвара (Шо Каннон Босацу) на лотосі - Японія переіоду Муромачі - 1400-1600
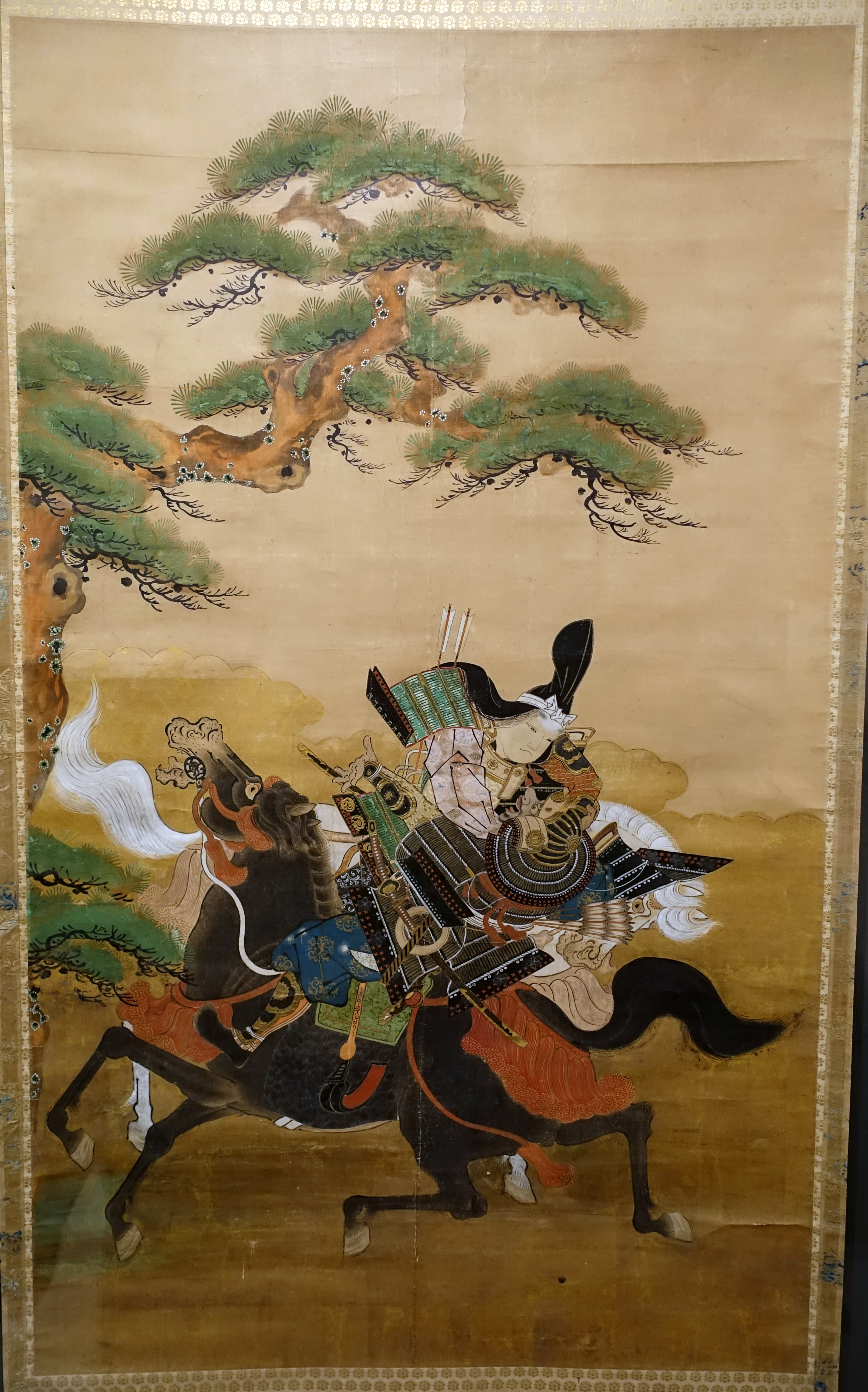
Самурайки Томої Гозен у смертному бою з Ондо но Начіро Морошигі - період Едо - 1600-ті роки
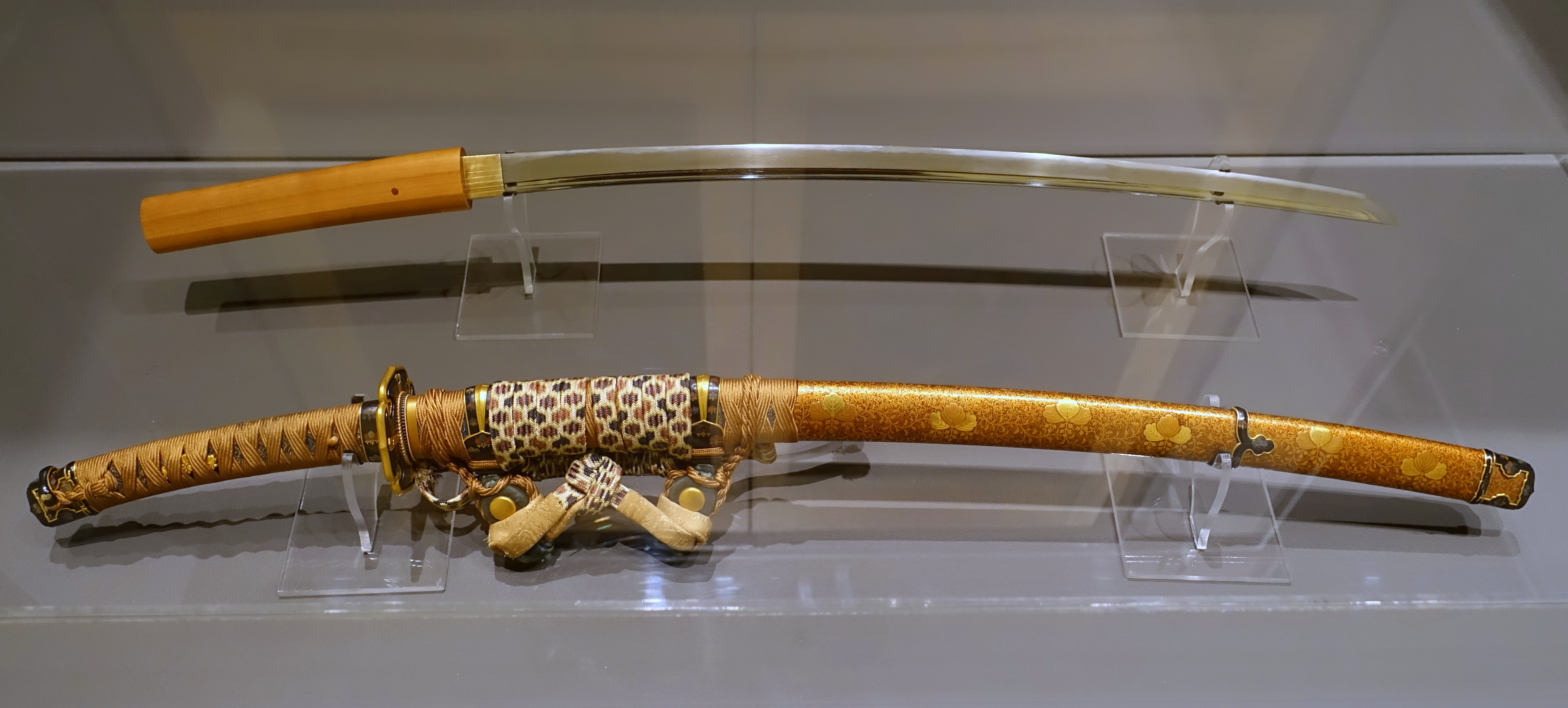
Меч школи Ічимонджі  - Камакура - 1325 рік - Едо період - лаковане дерево  18 сторіччя
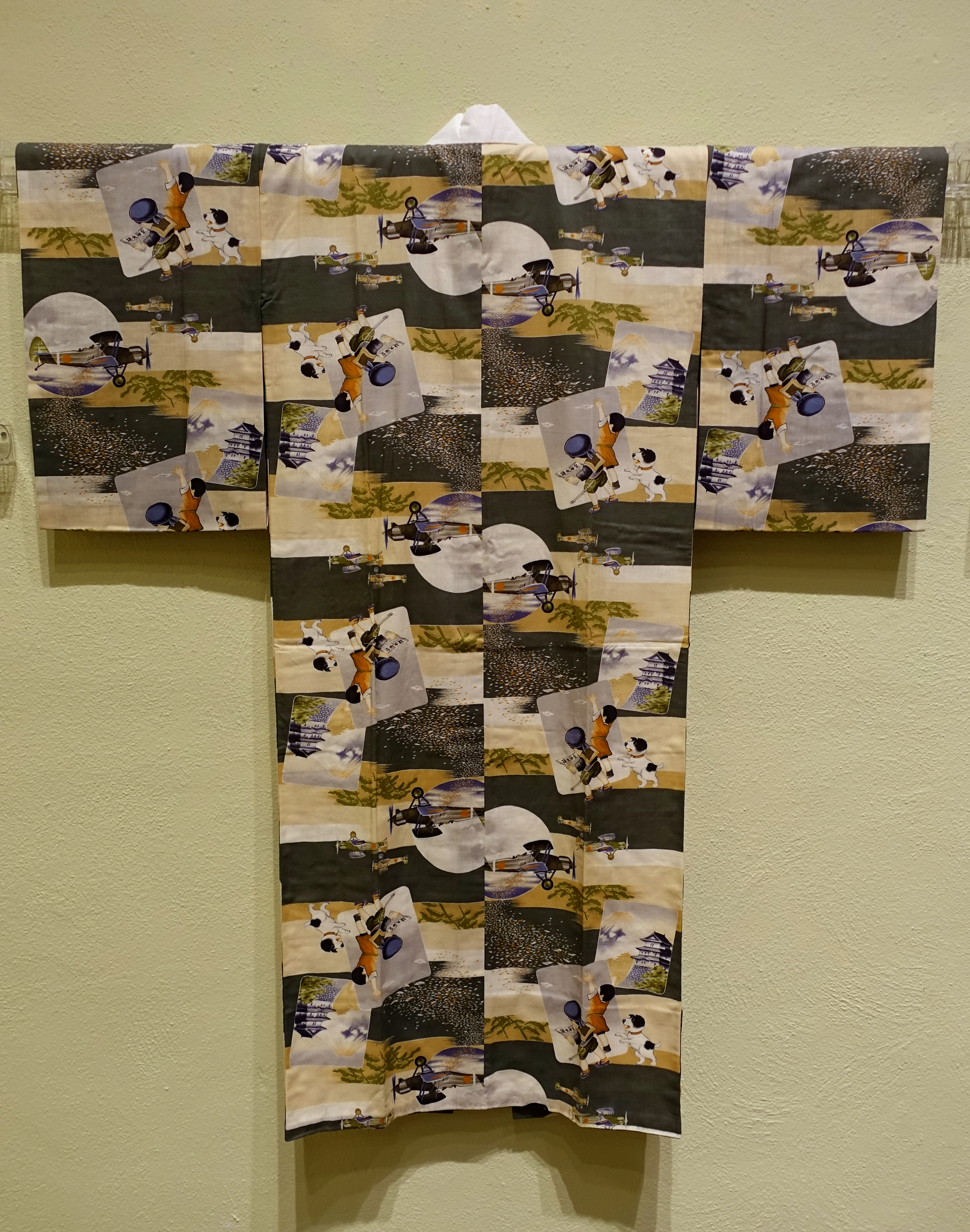
Пропагандистське японське кімоно з літаками, дітьми й цуциками - період Шова - 1930-1945 - шовк
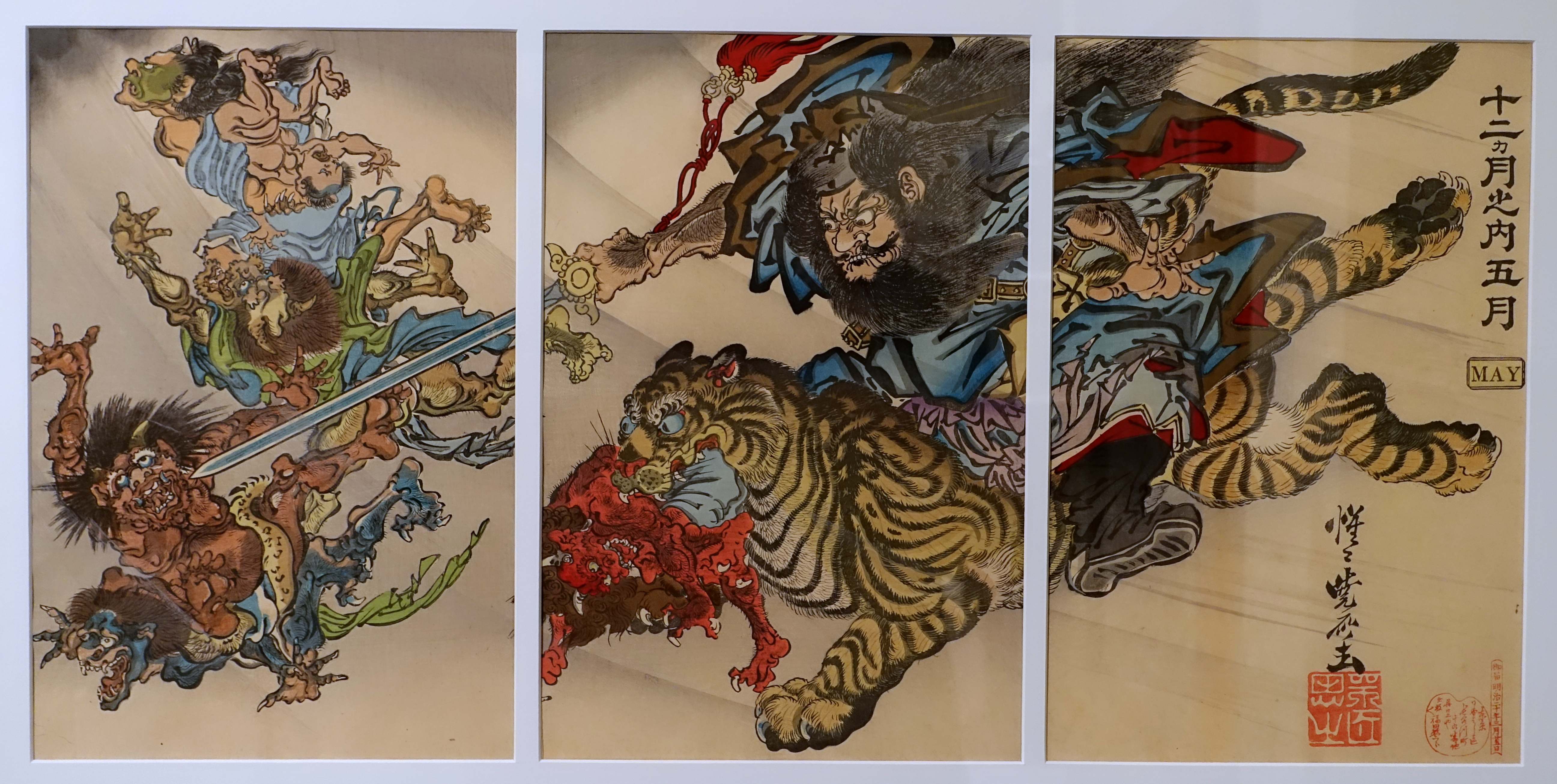
Шокі верхом на тигрі нападає на гурт бісів - Травень з 12 місяців - Каванабі Киосаї - 1887 - видрук

### Колекція корейського мистецтва
Галерея Ван Ку й Ян Ча Хух Він та Чін Чу містить невелику колекцію з понад 350 історичних й сучасних виробів мистецтва: корейських картин, каліграфії, кераміки, металевих робіт, текстилю, меблів, відбитків й світлин.

### Колекція українського й російського іконопису
Галерея російського іконопису Ей. Діна й Люсіль Ай. МакКензі містить православні ікони різних шкіл 15-20 сторіч; у центрі галереї золочений іконостас. Представлені ікони 18 сторіччя з Чернігівської губернії.

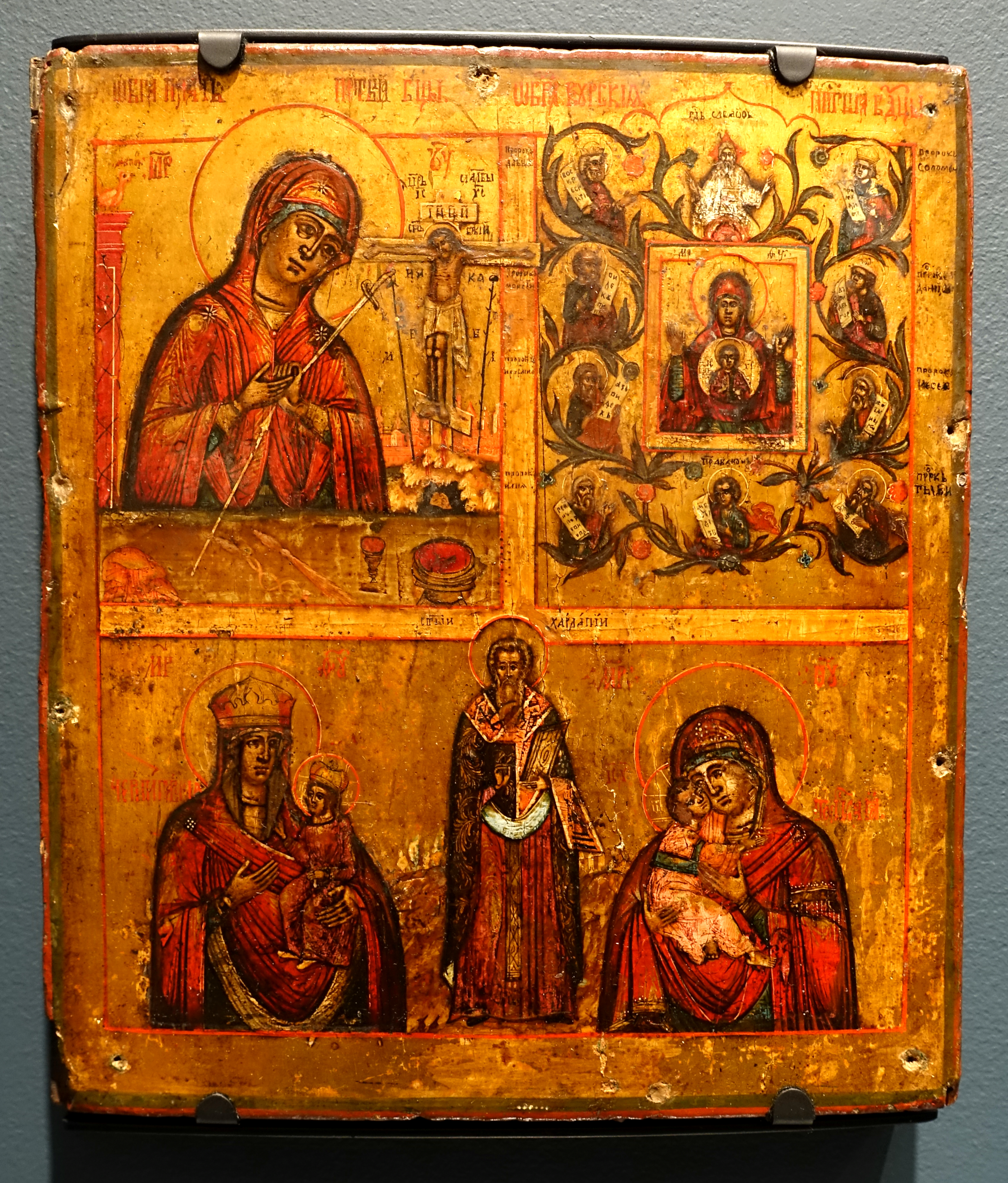
Ікона з чотирьох композицій Богоматері. Чернігівська губернія - кінець 18 сторіччя - яєчна темпера й срібло по дереву
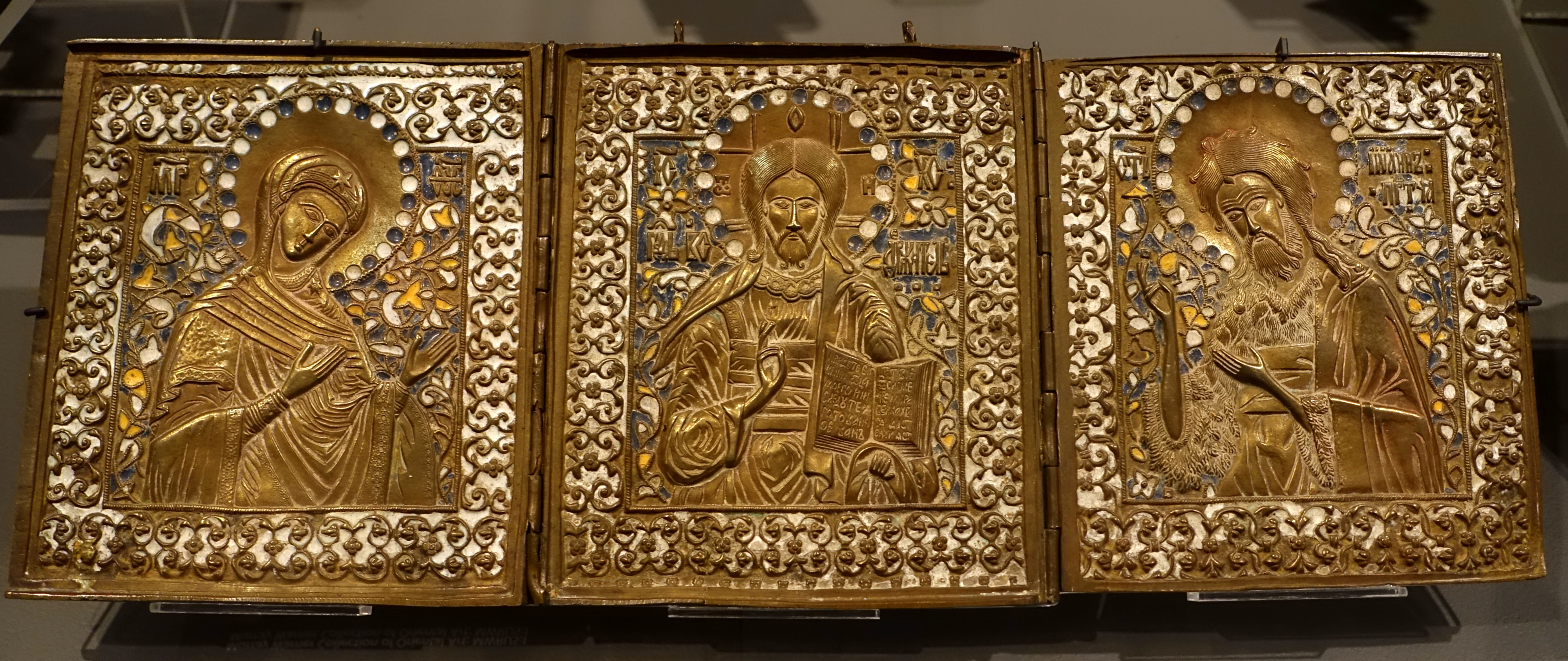
Триптих Діви Марії, Христових пантократів й Івана Хрестителя - Росія - кінець 17 - початок 18 сторіччя - бронза, емаль
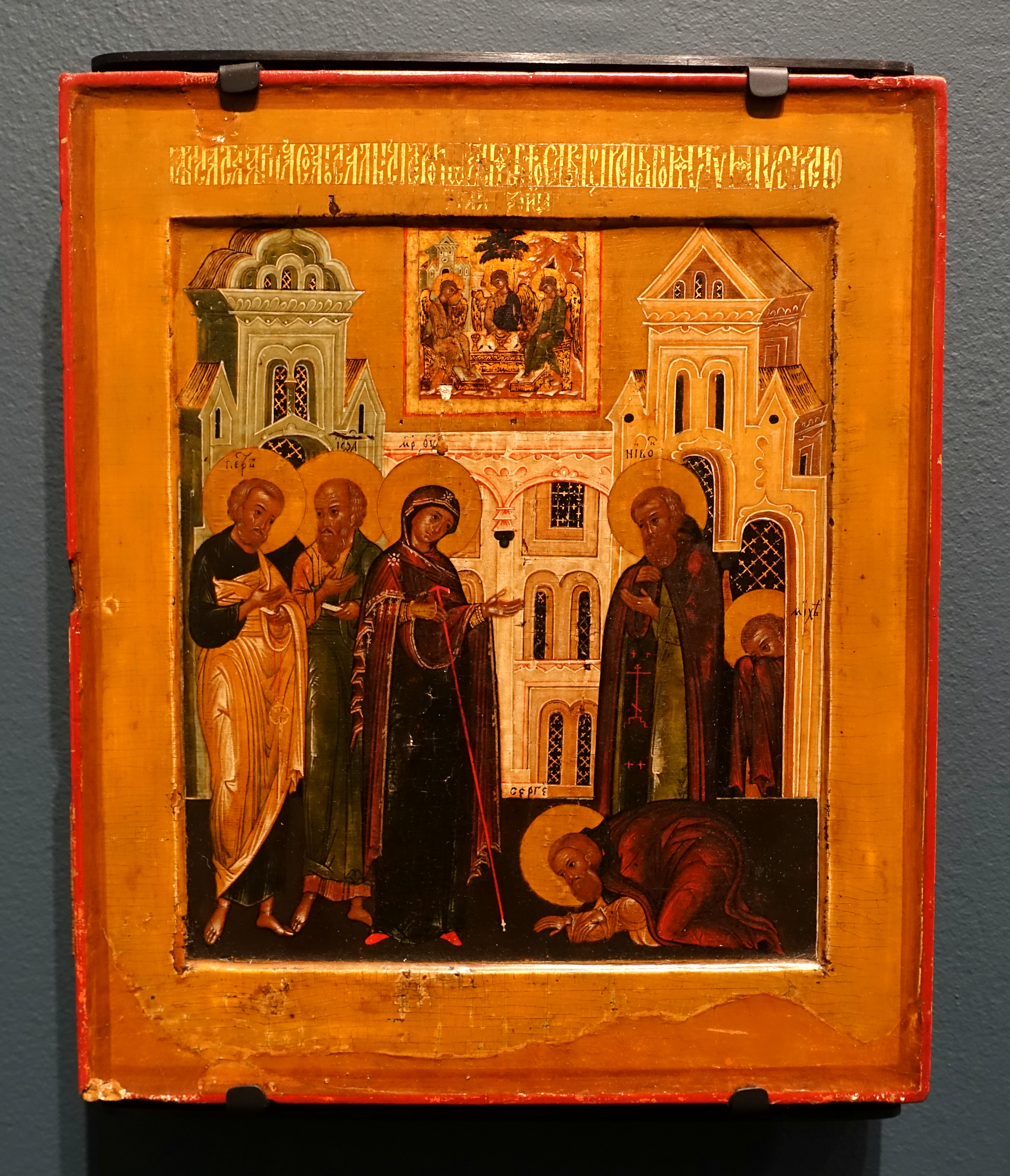
Звернення Богоматері до святого Сергія Радонезького - кінець 16 сторіччя - яєчна темпера по дереву

### Колекція мистецтва Південної й Південно-Східної Азії та ісламського світу

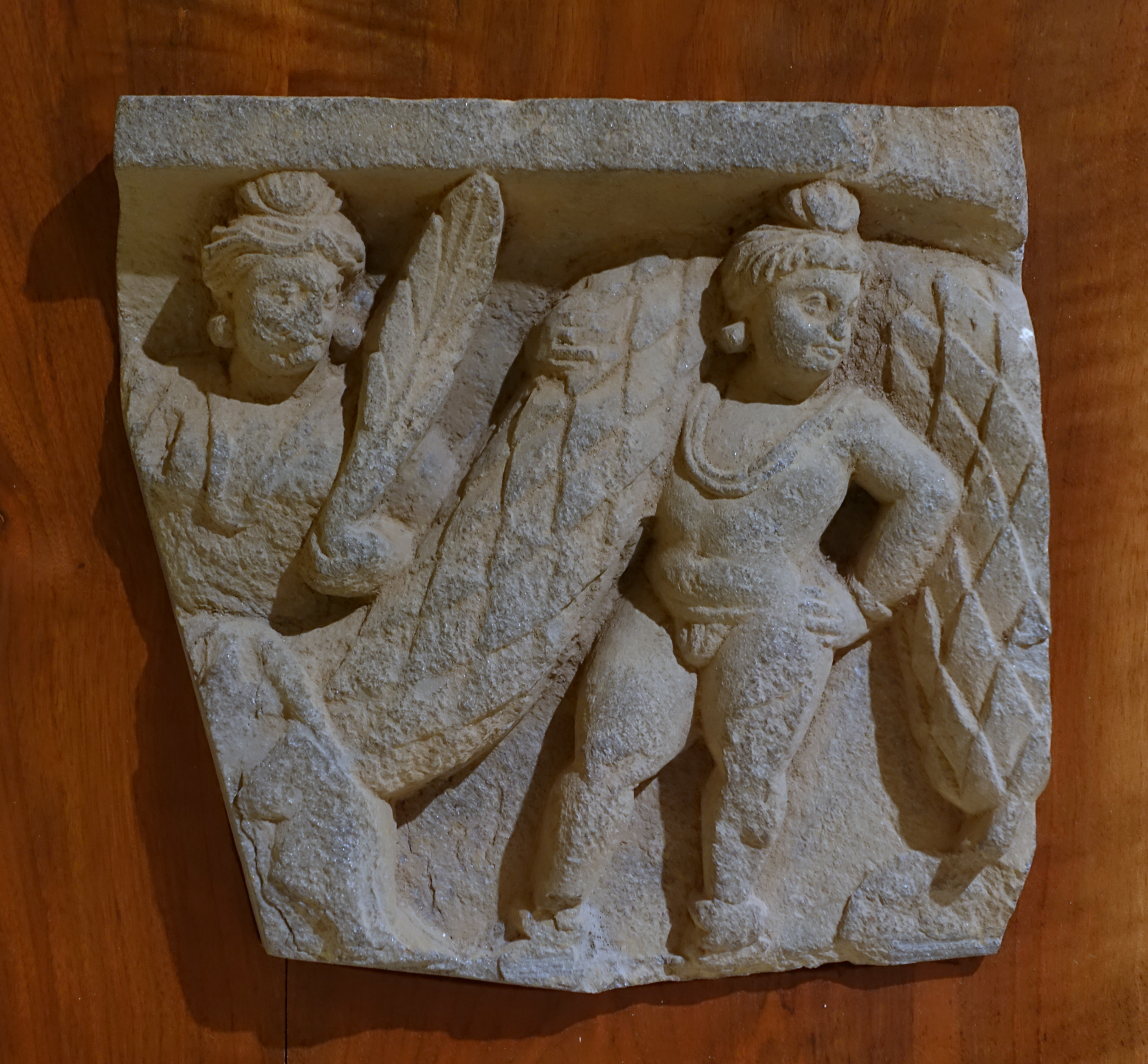
Рельєф з аморіном й гірляндою - Пакистан - ймовірно долина Сват - 1-3 сторіччя - відламок

Невелика колекція, переважно скульптурна, містить роботи з Індії, Афганістану, Пакистану, Непалу, Таїланду, Камбоджі й В'єтнаму; кам'яні буддистські рельєфи й статуї з Ґандгари, архітектурні фрагменти з часу Кхмерської імперії, південно-східно-азійські бронзові барабани, тайські будди, південно-індійська індуїстська бронза; раджастанські й велико-могольські картини, малюнки Джаміні Роя (1887-1972) й М.Ф. Хуссейна (1915-2011), фотографії в'єтнамсько-американського митця Бінг Данга (нар. 1977), перський живопис рукописів.

### Колекція американського мистецтва

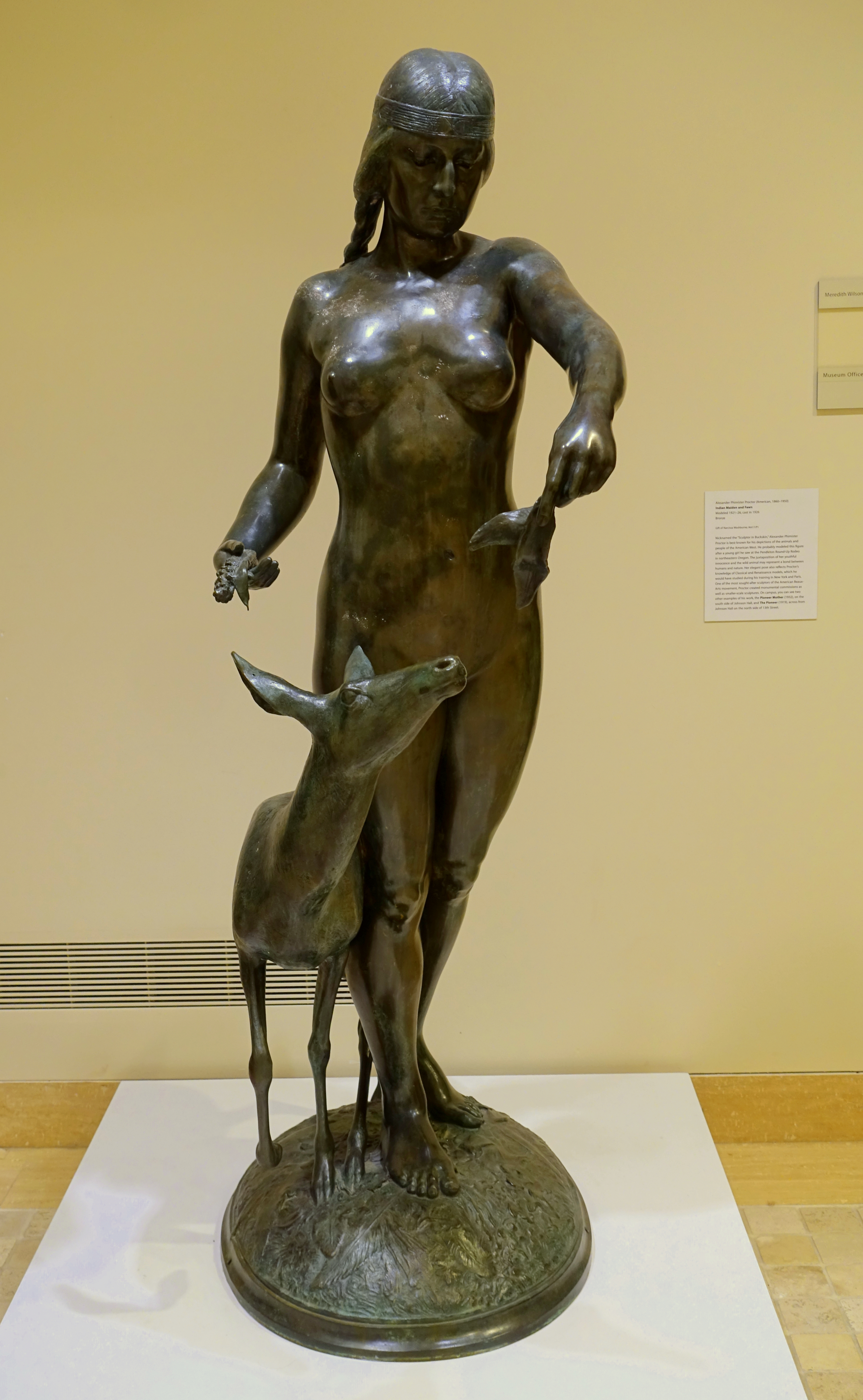
Індіанська діва й олень - Олександр Фімістер Проктор - 1926 - бронза

У Галереї мистецтва Америк Гарольда й Арлін Шніцер представлені роботи на папері, скульптури, кераміка та інші; американські митці 20-го й 21-го сторіч: Леонард Баскін, Джордж де Форест Браш, Вілльям Меррітт Чейз, Артур Веслі Дау, Хелена Франкенталер, Келлі Еллсворт, Роберт Мозервелл, Луїс Невелсон й Роберт Раущенберг; колекція сфокусована на роботах митців з Тихоокеанського Північного Заходу США: Морріса Грейвса, Селлі Халі, Чарльза Хіні, Мада Кернса, Девіда МакКоша, Карла Морріса, К.С. Прайса та Марка Тобі; майже 300 робіт надані американським урядом; латиноамериканське (переважно кубинське й мексиканське) мистецтво; відображені важливі наробки місцевих, крайових й національних думок й культур, зростаючий вплив технологій.

#### Колекція робіт Девіда МакКоша
Музей мистецтва Джордана Шніцера має єдину найповнішу колекцію робіт й архівів Девіда МакКоша: майже 2000 картин, акварелей, малюнків та ескізів.